# Coussarea capitata
Coussarea capitata är en måreväxtart som först beskrevs av George Bentham, och fick sitt nu gällande namn av Johannes Müller Argoviensis. Coussarea capitata ingår i släktet Coussarea och familjen måreväxter. Inga underarter finns listade i Catalogue of Life.